# Langgai Tinggan
Das Langgai Tinggang, auch Langai Tinggan, Langgi Tinggang, Mandau Langgi Tinggang, ist ein Schwert aus Borneo.

## Beschreibung
Das Langgai Tinggang hat eine gebogene, einschneidige, schwere Klinge. Die Klinge wird vom Heft zum Ort breiter. Die Klinge hat einen Mittelgrat, der nach etwa einem Sechstel der Schneidenseite beginnt. Am Anfang des Mittelgrats ist eine Verzierung ausgeschmiedet, die drei Stacheln gleicher Länge ähnelt. Die Klinge ist genauso gestaltet wie die des Niabor. Der Ort wird schmaler und endet spitz oder leicht abgerundet. Das Heft besteht aus Holz oder Horn und gleicht dem Griff des Mandau. Der Knauf ist mit Büscheln aus Pferde- oder Ziegenhaaren verziert. An der Mittellinie ist oft eine gewundene Verzierung (indon. Entadok, engl. Caterpillar) angebracht. Die Scheiden sind die gleichen wie beim Mandau. Das Wort Langgai bedeutet „längste Schwanzfeder des Nashornvogels“. Der Langgai Tinggang wird von Ethnien aus Borneo benutzt.